# سوسکچه دماغ‌دراز اینفرنالیس
سوسکچه دماغ‌دراز اینفرنالیس (نام علمی: Pachyrhynchus infernalis) نام یک گونه از سرده سوسکچه دماغ‌دراز پاچیرینچوس است.